# Demeters och Persefones helgedom i Morgantina
Demeters och Persefones helgedom var en helgedom i Morgantina på Sicilien, tillägnad Demeter och Persefone. Det var ett av de större och mer betydande kultcentrumen på Sicilien, där Demeterkulten var oerhört populär under antiken. En berömd kultstaty av en gudinna, möjligen Demeter eller Persefone, har återfunnits i dess ruiner.
Morgantina nämns som grekisk stad på 500-talet f.Kr. Helgedomen låg inne i staden och innefattade två byggnader, det södra och norra templet. Templen uppfördes under 300-talet f.Kr.
Det södra templet var rektangulärt med en storlek på 14 m x 25 m. Det innefattade två hus förenade med en ramp, innehållande förvaringsutrymmen och ett rum som möjligen användes för sakral badning. Många votivgåvor av terrakotta föreställande kvinnor, facklor, grisar och frukter har återfunnits. Det norra templet dateras till cirka 340 f.Kr. Det innefattar en stor sal med ett stort altare målat i gult och rött, ytterligare en sal med ett mindre altare, båda med var sin förgård; rader av ekonomiska rum runt förgårdarna, bland annat rum för beredande av vin och säd. Åtskilliga votivgåvor av terrakotta föreställande kvinnor, masker, djur, frukter och dansare samt mynt och smycken har återfunnits vid altaren. Ett litet annex innehåller ytterligare ett runt altare. Eftersom de flesta gåvor associeras till äktenskapet mellan Persefone och Hades, så som kvinnor med bröllopsslöja, bärande facklor och grisar, tros de främst ha varit menade som offergåvor åt Persefone, som tros ha spelat en viktiga roll i kulten än Demeter, något som inte var ovanligt på Sicilien. Altarna tycks ha varit menade för Demeter som olympisk gud och Persefone som ktonisk gud.
Under det andra puniska kriget reste sig grekerna på Sicilien i revolt mot romarna efter massakern i Enna 214 f.Kr., som ansågs ha vanhelgat Demeters och Persefones helgedom i Enna, och Morgantina tillhörde deltagarna i upproret. Helgedomen uppfattades spela en viktig moralisk roll i upproret mot romarna, och det förstördes avsiktligt av romarna då dessa intog och besegrade Morgantina år 211 f.Kr. 